# Patres Ecclesiae
Patres Ecclesiae (łac. Ojcowie Kościoła) – list apostolski papieża Jana Pawła II ogłoszony 2 stycznia 1980 z okazji tysiąc sześćsetnej rocznicy śmierci św. Bazylego.
List podzielony został na cztery części. W pierwszej części papież przypomniał rolę, jaką dla Kościoła powszechnego, zarówno w sensie historycznym jak i doktrynalnym odgrywają Ojcowie Kościoła. W części drugiej autor przedstawił życie i pracę duszpaterską św. Bazylego Wielkiego. Odnosząc się do wielu pism świętego biskupa, papież nazwał go jednym z wielkich mnichów-pasterzy. Bazyli, zatroskany o dobro Kościoła, przyczynił się do rozwoju monastycyzmu, reformy liturgii i czystości doktryny. Święty bronił wolności Kościoła, wzywał do prostoty, miłości ubogich i jedności w wierze. Trzecia część listu jest prezentacją nauczania św. Bazylego. Papież przypomniał nauczanie dotyczące Objawienia, Trójcy Świętej i uprzywilejowanej pozycji człowieka w planach Bożych (godność dziecka Bożego; zanurzenie w misterium Chrystusa, w męce i zmartwychwstaniu, poprzez sakrament chrztu św.). Poprzez chrzest człowiek rozpoczyna życie w jedności z Trójcą Świętą, w zjednoczeniu z Bogiem. Dzięki odrodzeniu w wodzie i Duchu Św. człowiek nareszcie może stać się tym, czym jest w zamierzeniu Boga Ojca:  nowym stworzeniem, synem w Synu. Pokarmem nowego życia w chrześcijaninie jest eucharystia. Nowe życie musi być wcieleniem Ewangelii, stąd potrzeba życia Słowem Bożym. Ważne miejsce w doktrynie prezentowanej przez Bazylego w jego pismach zajmuje Maryja. Święty biskup nazywa ją prorokinią. W zakończeniu Jan Paweł II zachęcił do lektury listu zakony żeńskie i męskie, żyjące w jakiś sposób charyzmatem św. Bazylego Wielkiego.